# Vanuatusturmvogel
Der Vanuatusturmvogel (Pterodroma occulta) ist eine Seevogelart aus der Familie der Sturmvögel. Er brütet auf den Banks-Inseln in Vanuatu und unternimmt Wanderungen über den offenen Südwest-Pazifik.

## Merkmale
Der Vanuatusturmvogel erreicht eine Größe von ungefähr 35,5 cm und ein Gewicht von 300 bis 350 g. Die Flügelspanne beträgt ungefähr 82 cm. Er hat eine schwarze Haube. Die Stirn, die Zügel und der Hals sind weiß. Der Rücken, die Oberflügel und der Schwanz sind dunkel grauschwarz. Der Bürzel ist dunkler. Über die innere Hälfte der Oberflügel verläuft ein dunkles diagonales Band. Das Gefieder der Oberseite wird mit der Zeit dunkler. Die Unterflügeldecken sind weiß mit einer schwärzlichen Vorderkante am Außenflügel, die sich als diagonales Band vom Flügelbug schwach bis knapp über die weißen Achselfedern fortsetzt. Die Hand- und Armschwingen sind dunkelgrau bis schwärzlich. Die Armschwingen zeigen eine schmale dunkle Hinterkante. Die Unterseite des Körpers ist überwiegend weiß. Ein dunkles graues Band verläuft vom Mantel bis zu den Oberbrustseiten. Die Iris ist dunkel, der Schnabel ist schwarz und die Beine sind gelblichgrau. Vom sehr ähnlichen und nahe verwandten Weißnacken-Sturmvogel unterscheidet sich der Vanuatusturmvogel durch seine etwas geringere Größe und durch die Unterflügel, bei denen die weiße Basis der Handschwingen mehr im Umfang eingeschränkt ist. Dadurch wirken die dichten schwarzen Handschwingen und das schwarze Diagonalband auf den Unterflügeldecken gewöhnlich stärker hervorstehend. Die Geschlechter ähneln sich. Die juvenilen Vögel sind bisher unbeschrieben.

## Lautäußerungen
Der Ruf besteht aus einem schnellen, verzögertem „kek-kek-kek-kek-kek-kek“ und einem gezogenen „toooooo-wit“.

## Verbreitung und Lebensraum
Der Vanuatusturmvogel brütet nach gegenwärtigem Kenntnisstand nur auf Vanua Lava in den Banks-Inseln. Er geht über dem offenen Südwest-Pazifik auf Nahrungssuche.

## Lebensweise
Zur Nahrung zählen Fliegende Fische (Exocoetidae), die die Sturmvögel in der Luft greifen und Tintenfische (Teuthida), die unter der Wasseroberfläche gefangen werden. Gefressen wird während des Fluges. Der Vanuatusturmvogel ist eine einzelgängerische Art und begleitet in der Regel Schwärme von Tölpeln und Noddi-Seeschwalben im Hochsee-Bereich.

## Systematik
Die ersten sechs Exemplare dieses Taxons wurden 1926 während der Whitney South Sea Expedition gefangen und zunächst für Salvinsturmvögel (Pterodroma externa) gehalten. Danach gerieten die Museumsexemplare 50 Jahre in Vergessenheit, bis sie von Robert Alexander Falla im Jahr 1976 als dunkle Form des Weißnacken-Sturmvogels (Pterodroma cervicalis) neubeschrieben wurden. 1983 wurde an der Küste von New South Wales ein totes Exemplar gefunden, das offenbar überfahren wurde. 2001 wurde schließlich auf der Basis molekulargenetischer Daten eine Abgrenzung vom Weißnacken-Sturmvogel durchgeführt und der Vanuatusturmvogel als neue Art beschrieben.